# 李泂 (元朝)
李泂（1274年—1332年），字溉之，元朝滕州（今山东省滕州市）人。
李泂颖悟强记。姚燧赞叹他的文章，力荐于朝廷，授为翰林国史院编修官。不久，以双亲年老，就养江南。很久以后，征辟为中书掾。考除集贤院都事，转太常博士。拜住为丞相，闻李泂之名，擢升为监修国史长史，历任秘书监著作郎、太常礼仪院经历。泰定初年，担任翰林待制，因为亲丧没有安葬，辞归乡里。天历初年，再以待制召入朝中。元文宗刚刚开奎章阁，招揽天下知名士充学士员，李泂多次进见，奏对称旨，升为翰林直学士，特授奎章阁承制学士。李泂既被文宗所知遇，于是著书《辅治篇》进献，被元文宗嘉纳。朝廷有大议，必使他参与。下诏修《经世大典》，李泂卧疾在家，强起同修。书成，进奏，请求告归。再任翰林直学士，遣使召剑，因病不能任职。李泂神情开朗，颜面如冰玉。写文章，奋笔挥洒，迅飞疾动。李泂自诩为李太白，游庐山、王屋山、少室山。侨居济南，有湖山花竹之胜，作天心水面亭，文宗敕虞集制文记之。李泂尤书法，会写篆书、隶书、草书、真书。卒年五十九岁。有文集四十卷。